# Die lustigen Nibelungen

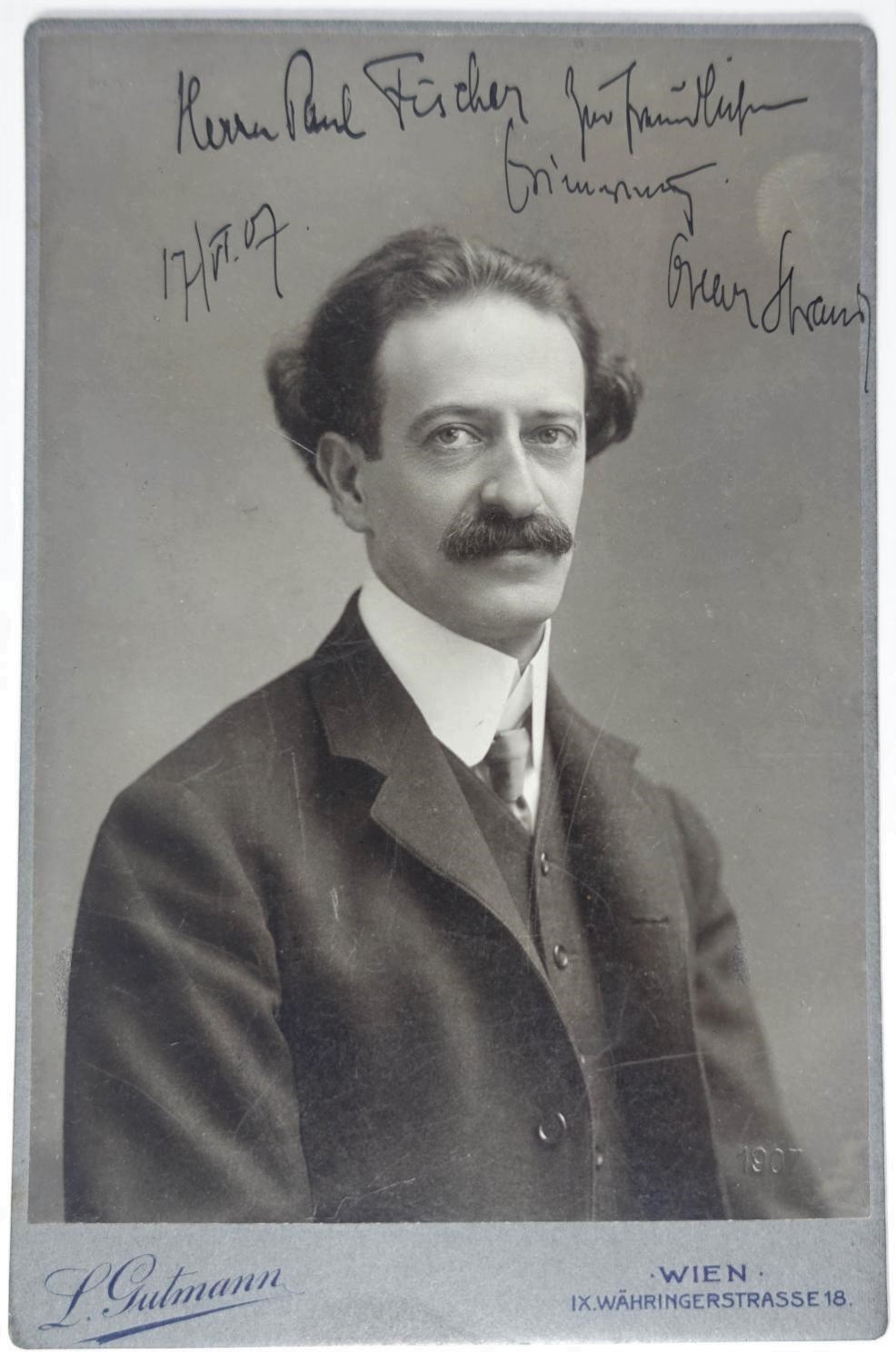
Oscar Straus 1907.

Die lustigen Nibelungen är en österrikisk operett i tre akter med musik av Oscar Straus med ett libretto av Rideamus (pseudonym för Fritz Oliven).

## Bakgrund
Sedan grundandet av Kejsardömet Tyskland upplevde tyska hjältefigurer och framför allt Nibelungenlied ett riktigt uppsving. De fungerade som identifikationssymboler för den nya staten. Flera återberättelser och teaterversioner av Nibelungenlied dök upp, däribland pjäsen Die Nibelungen av Friedrich Hebbel och operatetralogin Nibelungens ring av Richard Wagner.
Utifrån den tyska föreställningen om hjältemod skapade Rideamus och Straus en operaparodi i form av en operett. Därmed kunde handlingen på ett underhållande sätt förenklas: Siegfried är en champagnefabrikant och den episka handlingen förvandlas till dramatik med hjälp av slapstick. Till slut måste Kriemhild och Brunhilde dela på Siegfried. Musikaliskt gör Straus på vissa ställen parodiska referenser till Wagner, men förblir annars i operettens musikspråk.
De konstnärliga förebilderna var de franska antikparodierna av Jacques Offenbach som Sköna Helena (1864). Die lustigen Nibelungen var ett speciellt verk: parodier och travestier av välkända pjäser och operor var sällsynta inom Wieneroperetten. I den äldre operetten var de dock tämligen vanliga, till exempel Johann Nestroys parodi på Wagners Tannhäuser (1857).

## Historia
I Berlin hade Straus träffat en ung advokat med litterära ambitioner. Han hette Fritz Oliven men använde pseudonymen Rideamus ("låt oss skratta" på latin). Tillsammans skrev de en operett helt i Offenbachs stil, Die lustigen Nibelungen. Som framgår av titeln var det de forntida hjältarna och hjältinnorna i Wagners operor som här blev utsatta för gyckel à la Orfeus i underjorden. Udden var riktad mot de "perfekta wagnerianer" som visade överspänd beundran för Nibelungens ring. Operetten hade premiär den 12 november 1904 på Carltheater i Wien. Det var Oscar Straus första stora succé. Publiken gillade verket och kritikerna skrev vänligt om operetten och dess två upphovsmän. Men någon långkörare blev den inte. Efter 25 föreställningar togs den bort från repertoaren. Det var alldeles tydligt att operetten mera var ett verk för finsmakare än för den breda publiken.
Vid en uppsättning i Graz 1906 vållade nationalistiska wagnerbeundrare upplopp och 1938 vägrade Straus ge tillåtelse till en uppsättning i Paris.
Under Nazismens dagar operetten förbjuden och försjönk i glömska. Först på 1970-talet började den uppföras på nytt.
2024 gjorde Lunds operettsällskap en uppsättning med egen översättning.

## Musiknummer

### Akt I
- Ouvertyr
- Er sieht so miesepetrig aus – Ensemble
- Da wuchs in Isenlande – Gunther
- Du musst nicht so romantisch sein – Ensemble
- Einst träumte Kriemhilden – Kriemhild, Ensemble
- Ich bracht's auf dem Gymnasium – Siegfried, Ensemble
- Einst hatt ich Geld und Gut – Siegfried, Ensemble
- Hei, gnädiges Fräulein, habe die Ehre! – Siegfried, Kriemhild, Ensemble
- Kreuz-Millionen-Donnerwetter! – Brunhilde, Gunther, Ensemble
- Heil, König Gunther! – Ensemble
- Recken von Alt-Burgund – Ensemble

### Akt II
- Ach war das 'ne schöne Hochzeit! – Ensemble
- Jetzt, wo die Nacht zur süßen Ruhe ladet – Kriemhild, Siegfried
- Brunhilde, mach auf! – Gunther, Brunhilde, Siegfried, Ensemble
- Ach! Hagen, Thu mir den einz'gen Gefallen – Gunther, Ensemble

### Akt III
- Nun so lass uns denn Siegfried ermorden – Ensemble
- Ich hab' ein Bad genommen – Siegfried
- Sie sieht so miesepetrig aus – Siegfried, Brunhilde, Vogel
- Er hat verletzt Brunhilde – Ensemble